# Helmut Aust
Helmut Philipp Aust (* 1980) ist ein deutscher Rechtswissenschaftler und Hochschullehrer an der Freien Universität Berlin.

## Leben
Nach dem Abitur am Gymnasium Isernhagen 1999 leistete Aust seinen Zivildienst und nahm dann zum Wintersemester 2000/01 an der Universität Göttingen das Studium der Rechtswissenschaften auf. Dieses beendete er 2005 mit dem Ersten Juristischen Staatsexamen. Anschließend arbeitete er ab 2006 als wissenschaftlicher Mitarbeiter am Lehrstuhl von Georg Nolte an der Universität München. Nach einem Forschungsaufenthalt an der University of Cambridge im Spätjahr 2008 war er als nach seiner Rückkehr nach Deutschland 2009 als wissenschaftlicher Mitarbeiter an der Universität der Bundeswehr München tätig. Im November 2009 wurde Aust von der juristischen Fakultät der Humboldt-Universität zu Berlin, wohin sein Doktorvater Nolte unterdessen gewechselt war, zum Dr. iur. promoviert. Bereits im April 2009 hatte Aust im Bezirk des Oberlandesgerichts München sein Referendariat begonnen, welches er im Mai 2011 mit dem Zweiten Staatsexamen abschloss. Bereits während seines Referendariats und noch danach arbeitete er als wissenschaftlicher Mitarbeiter an der HU Berlin.
Nach einem Forschungsaufenthalt an der Universität Melbourne 2014/15 schloss Aust im Januar 2016 an der HU Berlin bei Georg Nolte sein Habilitationsverfahren ab und erhielt die Venia legendi für die Fächer Öffentliches Recht, Völkerrecht, Europarecht und Rechtsvergleichung. Nach anschließenden Lehrstuhlvertretungen an der HU Berlin und der Universität Konstanz wurde er von der Freien Universität Berlin auf den ordentlichen Lehrstuhl für Öffentliches Recht und die Internationalisierung der Rechtsordnung berufen, den er seit Oktober 2016 innehat.
In einem Beitrag, der im Februar 2025 auf Deutsch und Englisch erschien, warnt Aust gemeinsam mit Heike Krieger vor der neuen Mode bei deutschen Politikern, das Völkerrecht und Europarecht schlechtzureden. Als Beispiele werden eine mögliche Aufkündigung der Europäischen Menschenrechtskonvention durch Deutschland und die Geltung des Haftbefehls des Internationalen Strafgerichtshofes gegen Benjamin Netanjahu genannt.

## Werke (Auswahl)
Austs Forschungsschwerpunkt liegen vor allem im Völkerrecht und im internationalen Grund- und Menschenrechtsschutz.
- Complicity and the Law of State Responsibility. Cambridge University Press, Cambridge, New York etc. 2011, ISBN 978-1-107-01072-7 (englisch, Dissertation).
- Das Recht der globalen Stadt – Grenzüberschreitende Dimensionen kommunaler Selbstverwaltung. Mohr Siebeck, Tübingen 2017, ISBN 978-3-16-154704-1 (Habilitationsschrift).